# Abracadabra (canção)
"Abracadabra" é uma canção da cantora e compositora norte-americana Lady Gaga. Foi lançada em 3 de fevereiro de 2025, pela Interscope Records, como o segundo single do álbum Mayhem (2025), presente neste último como a segunda faixa. A faixa foi acompanhada de um videoclipe que estreou durante a 67ª Cerimônia Anual do Grammy. A energia dance-pop da música e os visuais teatrais do videoclipe geraram comparações com trabalhos anteriores da artista, como os singles dos projetos The Fame Monster (2009) e Born This Way (2011). 
Gaga apresentou a canção ao vivo no Saturday Night Live, no The Howard Stern Show, e na sua performance principal no Coachella 2025 em 11 de abril. Esta última apresentação também contou com uma edição remixada da faixa feita pelo produtor francês Gesaffelstein, como um interlúdio, que foi lançada nas plataformas digitais no mesmo dia.
Além de alcançar o primeiro lugar na Letônia, Lituânia, Cazaquistão, Moldávia e Rússia, "Abracadabra" chegou ao top 10 na Áustria, Bélgica, Brasil, Bulgária, Croácia, República Tcheca, Finlândia, Alemanha, Grécia, Hungria, Irlanda, Luxemburgo, Países Baixos, Noruega, Polônia, Portugal, San Marino, Eslováquia, Suécia, Suíça, Reino Unido e no Billboard Global 200, além do top 20 na Austrália, Canadá, França, Islândia, Nova Zelândia, Filipinas, Cingapura, Taiwan, Emirados Árabes Unidos e Estados Unidos.

## Lançamento e composição

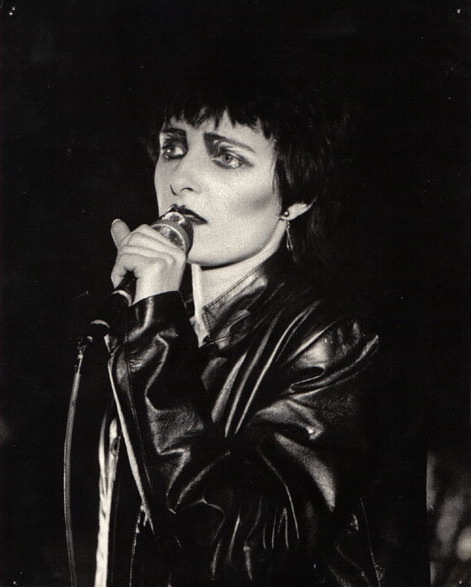
"Abracadabra" contém uma interpolação de "Spellbound" (1981), coescrita e interpretada por Siouxsie Sioux (foto).

Logo após Gaga anunciar, em 27 de janeiro de 2025, que seu próximo álbum de estúdio seria intitulado Mayhem, foi revelado que ela estrearia um novo single e videoclipe durante a 67ª Cerimônia Anual do Grammy em 2 de fevereiro.
"Abracadabra" é uma faixa de tempo rápido dance-pop com influências de eletrônica, industrial, pop rock e acid house. A partitura publicada pela Musicnotes indica a música em compasso comum e na tonalidade de F menor. A faixa vocal de Gaga vai de B♭3 até F5. A música é estruturada em dois versos e também incorpora refrão, pré-refrão, ponte, pós-refrão e segmento de ponte.
Instrumentalmente, a música apresenta batidas pulsantes, sintetizadores hipnóticos, uma linha de baixo marcante e acordes de piano enérgicos. A interpretação vocal de Gaga na música foi descrita como "dramática" e "cheia de intensidade", embora ela também utilize um tom mais "etéreo" durante a ponte da canção. Uma parte de "Abracadabra" utiliza a melodia de "Spellbound" da banda Siouxsie and the Banshees.
Liricamente, o termo abracadabra é usado ao longo da música para representar magia. As palavras aparecem no refrão da canção – "Abracadabra, amor-ooh-na-na, abracadabra, morta-ooh-ga-ga" – que faz referência ao próprio nome de Gaga e também inclui as palavras em latim "amor" e "morta", que podem ser traduzidas como "amor" e "morte", respectivamente. Além disso, o termo "abracadabra" é incorporado ao pós-refrão da canção, embora com uma "sintaxe quebrada". No refrão da música, é mencionada uma "dama vestida de vermelho", que Gaga descreveu como representando o "monólogo interno" de cada indivíduo questionando se é bom o suficiente. Ela explicou ainda: "De muitas maneiras, a música trata de como lidar com esse desafio interno. [...] Eu queria explorar a pergunta: 'Como é se sentir prosperando, em vez de apenas sobreviver o tempo todo?'".
Muitos jornalistas compararam o estilo sombrio e teatral da canção aos primeiros trabalhos de Gaga, incluindo os álbuns The Fame Monster (2009) e Chromatica (2020). Em uma entrevista ao The Howard Stern Show, Gaga disse que a música foi criada rapidamente, com a base instrumental, versos e refrão sendo concluídos em cerca de 30 minutos. Ela contrastou isso com outras faixas de Mayhem, que às vezes demoraram mais para serem finalizadas.

## Recepção crítica
"Abracadabra" foi aclamada após seu lançamento, com críticos destacando sua produção, energia e refrão cativante. Muitos a compararam com os primeiros trabalhos de Gaga, observando a influência do dance-pop do final dos anos 2000, bem como a continuidade dos sons eletrônicos sombrios explorados em "Disease". Larisha Paul da Rolling Stone observou que Gaga está "sempre recorrendo ao seu conhecimento da história da música" e descreveu a canção como "uma vitrine de seu retorno ao dark pop que homenageia as influências que moldaram sua carreira". Robin Murray da Clash descreveu "Abracadabra" como "uma peça eletrizante de música pop que transita da luz para a sombra com controle magistral". O editor da L'Officiel, Alessandro Viapiana, destacou seu "ritmo penetrante e sintetizadores pulsantes, acompanhados por uma voz hipnótica que quase parece evocar um ritual." Kyle Denis da Billboard descreveu a faixa como um "novo single explosivo de dance-pop" e destacou sua "alta intensidade", apontando que ela se baseia nos elementos eletrônicos sombrios introduzidos no lançamento anterior, "Disease". Adam White do The Independent considerou que "Abracadabra" soa "um pouco como o que aconteceria se alguém pedisse a um computador para criar uma música da Lady Gaga – desde o refrão incompreensível até os guinchos, uivos e rugidos da voz de Gaga – mas também é uma descarga tão insana que parece um grande retorno à forma."
Em sua resenha, a DIY escreveu: "Não se engane—Lady Gaga está de volta. Seu mais novo single, 'Abracadabra', é um hino de pista de dança sem restrições que nos leva diretamente de volta aos seus dias de The Fame Monster no final dos anos 2000", acrescentando que gira em torno de um "refrão brilhantemente sem sentido, mas irresistivelmente cativante". O Jenesaispop nomeou a canção como música do dia em 3 de fevereiro de 2025, afirmando que "parece um retorno a 2009, mas com uma produção refinada para a era atual", descrevendo-a como "um verdadeiro sucesso de electropop sombrio no estilo clássico da Gaga". Walden Green da Pitchfork comentou que Gaga não lançava um single "tão bom" desde "G.U.Y." de 2013, escrevendo: "'Abracadabra' entrega um gancho apertado como látex, no melhor estilo de Born This Way, embora uma escuta mais atenta revele traços de mais de uma década de reinvenção artística: um toque de Chromatica no piano house, e uma performance vocal em alta voltagem que claramente deriva de treinamento teatral sério". A Bustle observou que a faixa é "um sucesso de pista de dança feito sob medida para seus fãs", e notou que "como o título sugere, Gaga lança um feitiço com seu novo single, comandando os ouvintes a dançar a noite toda." Um artigo da Vulture de 2025 a chamou de a oitava melhor música da discografia de Gaga, dizendo: "ela nunca escreveu uma sinfonia witchy house como essa. Após as acusações de ser praticante do oculto nos anos 2010, é irônico que a música na qual ela realmente lança um feitiço seja uma de suas faixas mais cheias de vida."

## Desempenho comercial
No dia de seu lançamento, "Abracadabra" registrou 4,92 milhões de reproduções no Spotify, marcando a maior estreia de Gaga na plataforma com uma música solo. Internacionalmente, a música estreou na décima posição da Billboard Global 200 com 47,7 milhões de streams, tornando-se a segunda entrada no top 10 de Mayhem e da carreira de Gaga, após "Die with a Smile". Na segunda semana, a canção subiu para um novo pico na quinta posição da Billboard Global 200, com 78,4 milhões de streams.
Nos Estados Unidos, "Abracadabra" estreou no topo da parada Billboard Hot Dance/Pop Songs e na 29ª posição da Billboard Hot 100 com apenas uma semana parcial de contagem, acumulando 13,7 milhões de streams, 1,3 milhão em impressões de audiência nas rádios e 10 mil downloads. Com esse feito, Mayhem tornou-se o primeiro álbum de Gaga desde Artpop (2013) a conquistar três entradas no top 40 da Billboard Hot 100 antes de seu lançamento oficial. Na segunda semana na parada, a música subiu para um novo pico na 13ª posição. Na sexta semana de presença na parada, após o lançamento de Mayhem, a música subiu dez posições, alcançando a 19ª. Na 11ª semana, após a apresentação principal de Gaga no Coachella, a canção subiu 12 posições, chegando ao 26º lugar.
No Reino Unido, a canção estreou na sexta posição da UK Singles Chart após apenas quatro dias de contagem, marcando o 17º top 10 de Gaga no país e o terceiro de Mayhem, após "Die with a Smile" e "Disease". Na segunda semana, a canção subiu para o terceiro lugar no UK Singles Chart, tornando-se sua primeira entrada solo no top 5 desde "Stupid Love" (2020) e sua entrada solo de maior sucesso desde "Born This Way" (2011). No Brasil, "Abracadabra" estreou na 16ª posição do Brasil Hot 100. Em sua segunda semana na parada, a música subiu para um novo pico na décima posição.

## Videoclipe

### Desenvolvimento
O videoclipe de "Abracadabra" foi dirigido por Gaga ao lado de Parris Goebel e Bethany Vargas; Goebel também atuou como coreógrafa. O vídeo estreou durante um intervalo comercial em parceria com a Mastercard na 67ª edição do Grammy Awards e foi posteriormente lançado nas plataformas da cantora. Gaga explicou que o conceito do vídeo surgiu após as filmagens de "Disease", quando ela e Goebel discutiram a continuação da narrativa do álbum, explorando "esses lados conflitantes de nós mesmos que realmente não fazem sentido, mas continuam tendo essa discussão".
O processo criativo, os preparativos de cenário e os ensaios duraram aproximadamente três semanas, enquanto a filmagem em si ocorreu ao longo de dois dias em um estúdio em Santa Monica no início de dezembro de 2024. Gaga destacou que a sustentabilidade foi um fator-chave na produção do vídeo, garantindo que apenas materiais necessários fossem usados e minimizando novas fabricações. Vários figurinos brancos foram reaproveitados de vestidos de noiva antigos, tecidos excedentes de estoque e têxteis descartados de projetos anteriores.

### Sinopse
O videoclipe começa com Gaga, em um nível superior de um grande salão, vestida com um traje de látex vermelho com espinhos. Ela declara: "A categoria é dançar ou morrer", iniciando uma sequência intensa de coreografia com um grupo de quarenta dançarinos, todos vestidos de branco. Ao longo do vídeo, as duas versões de Gaga se alternam: a Gaga vestida de branco exala energia frenética, enquanto a versão de vermelho permanece mais contida, simbolizando uma batalha de dança entre a luz e a escuridão.
Falando à Elle, Gaga explicou que o conceito do vídeo gira em torno de "estar pronto para enfrentar desafios", com a dama de vermelho desafiando o público a "dançar por suas vidas". Ela também descreveu o visual como um complemento à música, afirmando: "Quando você ouve 'Abracadabra' pela primeira vez, pode pensar, 'Sobre o que é isso? É divertido de ouvir, mas o que significa?' Para mim, assistir ao vídeo torna isso claro — é sobre seguir em frente." Junto com Goebel, Gaga anunciou um concurso de coreografia, com a chance de ser destaque em um vídeo oficial feito por fãs.

### Recepção
O videoclipe recebeu críticas positivas após seu lançamento. Denis, da Billboard, afirmou que o clipe evoca "Bad Romance" com "sua exibição meticulosa da interseção de várias formas de arte", além de uma estética de "alta-costura" de cair o queixo. O escritor Paul, da Rolling Stone, destacou a coreografia frenética do vídeo, descrevendo-a como "uma erupção de caos e movimento", observando também que "sua estética reforça o conceito de Mayhem e, junto à música, remete à era de The Fame Monster com seu estilo visual sombrio e teatral." Green, da Pitchfork, observou que, assim como o videoclipe de "Disease", este é "uma produção de alto conceito com estilo impecável. Gaga continua um nível acima da estrela pop média; sua verdadeira concorrência são os fantasmas do próprio passado." Eva Blanco Medina, da Vogue España, elogiou a abertura marcante, observando que o vídeo começa com uma mensagem clara: "Dance ou morra", preparando o palco para uma "apresentação coreográfica de alta voltagem." Daniel Welsh, do HuffPost UK, declarou que é "um dos melhores videoclipes da carreira dela". Um artigo da Vulture argumentou que "na música pop, a pessoa sob os holofotes é tanto sujeito quanto objeto", o que é evidente no vídeo, "onde Gaga interpreta tanto a mítica dama de vermelho que julga quanto a bruxa branca atormentada pela coreografia maníaca".

## Apresentações ao vivo
Em 8 de março de 2025, Gaga apresentou "Abracadabra" no Saturday Night Live. Ela apareceu no palco vestindo um conjunto vermelho brilhante, dentro de uma estrutura espelhada iluminada por neon, acompanhada por dançarinos vestidos de preto com longas perucas vermelhas. Chris Willman da Variety descreveu a apresentação como uma extensão do videoclipe de temática "crimson" (vermelho intenso), com Gaga e seus dançarinos executando movimentos sincronizados e espasmódicos ("herky-jerky") que maximizavam o espaço limitado do Studio 8H. O design do cenário e a coreografia também foram elogiados por Daniel Welsh do HuffPost, que chamou a performance de "imperdível até mesmo para os fãs mais casuais de Lady Gaga", destacando sua habilidade de criar um espetáculo visualmente cativante em um espaço confinado. Ben Rosenstock do Vulture destacou a "coreografia dentro da casa de vidro apertada" como um elemento chave da apresentação, enfatizando seu impacto visual cuidadosamente elaborado.
Em 11 de março de 2025, Gaga apresentou uma versão acústica de "Abracadabra" ao vivo no The Howard Stern Show.
Em abril de 2025, "Abracadabra" foi apresentada como a segunda música do set principal de Gaga no Coachella 2025. Tomás Mier da Rolling Stone opinou que Gaga "incorporou uma cantora de ópera da Era Vitoriana em um universo paralelo sombrio" para a canção. O show também estreou uma versão remix de "Abracadabra" produzida pelo francês Gesaffelstein, usada como interlúdio e lançada nas plataformas digitais no mesmo dia.

## Prêmios e indicações
| Premiação                       | Ano  | Categoria                   | Resultado | Ref.   |
| ------------------------------- | ---- | --------------------------- | --------- | ------ |
| Prêmio Webby                    | 2025 | Videoclipe (Vídeos e filme) | Indicado  | [ 56 ] |
| Nickelodeon Kids' Choice Awards | 2025 | Canção Favorita             | Pendente  | [ 57 ] |

## Desempenho comercial
| Parada (2025)                                     | Melhor posição |
| ------------------------------------------------- | -------------- |
| Argentina (Argentina Hot 100)                     | 26             |
| Argentina Airplay (Monitor Latino)                | 8              |
| Australia (ARIA)                                  | 12             |
| Áustria (Ö3 Austria Top 75)                       | 5              |
| Belarus Airplay (TopHit)                          | 14             |
| Bélgica (Ultratop 50 de Flandres)                 | 15             |
| Bélgica (Ultratop 50 da Valônia)                  | 7              |
| Brasil (Billboard Brasil Hot 100)                 | 10             |
| Bulgaria Airplay (PROPHON)                        | 2              |
| Canadá (Canadian Hot 100)                         | 12             |
| Canada CHR/Top 40 (Billboard)                     | 10             |
| Canada Hot AC (Billboard)                         | 21             |
| Central America + Caribbean (FONOTICA)            | 20             |
| Chile (Monitor Latino)                            | 14             |
| Comunidade dos Estados Independentes (Tophit)     | 1              |
| Costa Rica (FONOTICA)                             | 18             |
| Costa Rica (Monitor Latino)                       | 12             |
| Croatia (Billboard)                               | 9              |
| Croatia International Airplay (Top lista)         | 1              |
| República Checa (Rádio Top 100)                   | 30             |
| República Checa (Singles Digitál Top 100)         | 2              |
| Denmark (Tracklisten)                             | 31             |
| Estonia Airplay (TopHit)                          | 3              |
| Finlândia (Suomen virallinen lista)               | 7              |
| France (SNEP)                                     | 13             |
| Alemanha (Offizielle Deutsche Charts)             | 4              |
| Mundo (Billboard Global 200)                      | 5              |
| Greece International (IFPI)                       | 3              |
| Hong Kong (Billboard)                             | 23             |
| Hungria (Rádiós Top 40)                           | 2              |
| Hungria (Single Top 40)                           | 6              |
| Iceland (Tónlistinn)                              | 11             |
| Irlanda (IRMA)                                    | 6              |
| Italy (FIMI)                                      | 28             |
| Japan (Japan Hot 100)                             | 90             |
| Kazakhstan Airplay (TopHit)                       | 1              |
| Latvia Streaming (LaIPA)                          | 1              |
| Latvia Airplay (LaIPA)                            | 1              |
| Lebanon Airplay (Lebanese Top 20)                 | 2              |
| Lithuania (AGATA)                                 | 1              |
| Luxembourg (Billboard)                            | 8              |
| Malaysia International (RIM)                      | 18             |
| Moldova Airplay (TopHit)                          | 1              |
| Países Baixos (Dutch Top 40)                      | 7              |
| Países Baixos (Single Top 100)                    | 12             |
| New Zealand (Recorded Music NZ)                   | 13             |
| Nigeria (TurnTable Top 100)                       | 51             |
| Norway (VG-lista)                                 | 6              |
| Panama (Monitor Latino)                           | 17             |
| Panama (PRODUCE)                                  | 19             |
| Philippines (IFPI)                                | 18             |
| Philippines (Philippines Hot 100)                 | 17             |
| Poland (Polish Airplay Top 100)                   | 1              |
| Poland (Polish Streaming Top 100)                 | 4              |
| Portugal (AFP)                                    | 8              |
| Romania (Billboard)                               | 25             |
| Russia Airplay (TopHit)                           | 1              |
| San Marino Airplay (SMRTV Top 50)                 | 2              |
| Singapore (RIAS)                                  | 12             |
| Eslováquia (Rádio Top 100)                        | 4              |
| Eslováquia (Singles Digitál Top 100)              | 3              |
| South Korea (Circle)                              | 134            |
| Spain (PROMUSICAE)                                | 23             |
| Suriname (Nationale Top 40)                       | 29             |
| Sweden (Sverigetopplistan)                        | 8              |
| Suíça (Schweizer Hitparade)                       | 5              |
| Taiwan (Billboard)                                | 12             |
| Ukraine Airplay (TopHit)                          | 2              |
| UAE (IFPI)                                        | 15             |
| Reino Unido (UK Singles Chart)                    | 3              |
| Estados Unidos (Billboard Hot 100)                | 13             |
| Estados Unidos (Billboard Adult Top 40)           | 12             |
| Estados Unidos (Billboard Dance/Mix Show Airplay) | 10             |
| Estados Unidos (Billboard Mainstream Top 40)      | 9              |
| Venezuela (Record Report)                         | 21             |

| Paradas (2025)                           | posição |
| ---------------------------------------- | ------- |
| Belarus Airplay (TopHit)                 | 25      |
| Brazil Streaming (Pro-Música Brasil)     | 18      |
| CIS Airplay (TopHit)                     | 1       |
| Czech Republic (Singles Digitál Top 100) | 5       |
| Estonia Airplay (TopHit)                 | 6       |
| Kazakhstan Airplay (TopHit)              | 2       |
| Latvia Airplay (TopHit)                  | 2       |
| Lithuania Airplay (TopHit)               | 1       |
| Moldova Airplay (TopHit)                 | 1       |
| Paraguay (SGP)                           | 20      |
| Romania Airplay (TopHit)                 | 58      |
| Russia Airplay (TopHit)                  | 2       |
| Slovakia (Rádio Top 100)                 | 69      |
| Slovakia (Singles Digitál Top 100)       | 5       |
| South Korea (Circle)                     | 151     |
| Ukraine Airplay (TopHit)                 | 7       |

## Certificações
| Região                                                                                                  | Certificação | Vendas     |
| --- | ------------ | ---------- |
| Canadá (Music Canada)                                                                                   | Ouro         | 40.000‡    |
| França (SNEP)                                                                                           | Ouro         | 100.000‡   |
| Polônia (ZPAV)                                                                                          | Ouro         | 25.000‡    |
| Portugal (AFP)                                                                                          | Ouro         | 5.000‡     |
| Suíça (IFPI Switzerland)                                                                                | Ouro         | 15.000‡    |
| Reino Unido (BPI)                                                                                       | Prata        | 200.000‡   |
| Streaming                                                                                               |              |            |
| Grécia (IFPI Grécia)                                                                                    | Ouro         | 1.000.000† |
| *números de vendas baseados somente na certificação ^números de vendas baseados somente na certificação |              |            |

## Histórico de lançamento
| Região         | Data                   | Formato(s)                 | Versão                 | Gravadora  | Ref.    |
| -------------- | ---------------------- | -------------------------- | ---------------------- | ---------- | ------- |
| Diversos       | 3 de fevereiro de 2025 | Download digital Streaming | Original               | Interscope | [ 155 ] |
| Itália         | 3 de fevereiro de 2025 | Execução nas rádios        | Original               | Universal  | [ 156 ] |
| Estados Unidos | 7 de fevereiro de 2025 | Rádio pop contemporânea    | Original               | Interscope | [ 157 ] |
| Diversos       | 12 de abril de 2025    | Download digital Streaming | Remix de Gesaffelstein | Interscope | [ 158 ] |